# JV Lideral Futebol Clube
El JV Lideral Futebol Clube es un equipo de fútbol de Brasil que milita en el Campeonato Maranhense de Segunda División, la segunda categoría del estado de Maranhao.

## Historia
Fue fundado el 30 de abril de 1994 en el municipio de Imperatriz, el segundo más poblado del estado de Maranhao como un equipo aficionado que posteriormente se volvería profesional en 2008 para competir en los torneos estatales. El nombre JV significa Joao Vicente, el nombre del hijo de Walter Lira, dueño y presidente del club.
En 2009 gana el Campeonato Maranhense por primera vez, con lo que logra la clasificación para el Campeonato Brasileño de Serie D y la Copa de Brasil de 2010. En la Copa de Brasil es eliminado en la primera ronda por el AA Ponte Preta del estado de Sao Paulo tras haber empatado en la ida 0-0, y pierde el partido de vuelta 0-4; mientras que en el Campeonato Brasileño de Serie D es eliminado en la primera ronda por diferencia de goles luego de empatar en nueve puntos con otros dos equipos.
En 2011 el club permaneció inactivo hasta que en 2012 vuelve a la competición en la segunda categoría.

## Palmarés
- Campeonato Maranhense: 1

2009

## Jugadores

### Jugadores destacados
- John[5]